# Pero vera
Pero vera là một loài bướm đêm trong họ Geometridae.